# Lubna z Córdoby
Lubna z Córdoby byla andaluskou intelektuálkou a matematičkou druhé poloviny 10. století. Byla proslulá svými znalostmi gramatiky a kvalitou poezie. Lubna byla původně otrokyní španělského původu, později se stala tajemnicí córdobského chalífy Al-Hakama II., který sám byl velkým vzdělancem a podporovatelem vědy a kultury. Lubna pracovala v chalífově knihovně, kde byla zodpovědná za hry, psaní, překlady. Spolu s Hasdai ibn Shaprutem, židovským učencem, lékařem, diplomatem a patronem vědy měla velkou zásluhu na vytvoření slavné knihovny v Medina Azahara, ve které bylo více než 500 000 knih. Podle arabských kronik, v době chalífa Al-Hakama II. žilo na některých předměstích města více než 170 gramotných žen; tyto ženy byly zodpovědné za vytváření kopií cenných rukopisů. To dává představu o kultuře a roli žen během panování chalífů v muslimském Španělsku.